# Mecometopus sarukhani
Mecometopus sarukhani är en skalbaggsart som beskrevs av Chemsak och Noguera 1993. Mecometopus sarukhani ingår i släktet Mecometopus och familjen långhorningar. Inga underarter finns listade i Catalogue of Life.